# Porträt von Papst Innozenz X.
Das Porträt von Papst Innozenz X. von 1650 von Diego Velázquez gilt als eines der bedeutendsten Werke der Barockmalerei und als Meisterwerk der Porträtmalerei. Es befindet sich im Palazzo Doria-Pamphilj in Rom und zeigt Giovanni Battista Pamphilj, der von 1644 bis 1655 als Innozenz X. amtierte. Velázquez schuf das Werk während seines zweiten Aufenthalts in Rom.

## Geschichte
Das Bild entstand während Velázquez’ zweiter Reise nach Rom, als er im  Auftrag des spanischen Königs Philipp IV. Kunstwerke für eine in Madrid zu gründende Kunstakademie ankaufen sollte. Velázquez kannte den Papst wahrscheinlich aus dessen Zeit als Apostolischer Nuntius am spanischen Hof. Es ist nicht bekannt, wem er es zu verdanken hat, dass der Papst ihm Modell saß. Innozenz war offenbar zufrieden mit dem Porträt und schenkte Velázquez eine goldene Medaille. Während seines Romaufenthalts fertigte Velázquez selbst eine Replik seines Papstporträts an, die er, wie Palomino in seinem Buch El parnaso español pintoresco y laureado berichtet, bei seiner Rückreise nach Spanien 1651 mitnahm. Von den rund 120 Bildern, die Velázquez hinterlassen hat, bzw. die erhalten sind, hat er nur 13 signiert; das Papstporträt war das letzte.
In der Doria-Pamphilj-Galerie erhielt das Bild im 19. Jahrhundert einen eigenen Ausstellungsraum. Von Januar bis Februar 1990 wurde das Bild zum ersten Mal in seiner Geschichte überhaupt an den Prado für eine Ausstellung ausgeliehen.

## Beschreibung
Kompositorisches Vorbild für das Porträt war Raffaels Bildnis Papst Julius II. von 1511, an dem sich alle repräsentativen Papstporträts bis ins frühe 20. Jahrhundert orientiert haben.
Der Papst sitzt auf einem mit goldenen Knäufen verzierten Lehnstuhl, der schräg vor einem roten Vorhang steht und den Hintergrund des Bildes komplett ausfüllt. Er lehnt sich entspannt an die Rückenlehne, die Arme ruhen auf den Armlehnen. An der rechten Hand trägt er den Bischofsring, in der linken hält er ein Blatt Papier. Innozenz hat den Kopf in die Bildachse gedreht, an seinen Brauen hat sich eine Stirnfalte gebildet, der Mund ist leicht zusammengekniffen, und er schaut mit scharfem Blick auf den Betrachter. Er ist bekleidet mit liturgischen Gewändern; über der Albe trägt er das mit Spitze gesäumte Rochett aus leichtem Leinenstoff, das in reicher Fülle über seine Knie herunterfließt, dazu die  Mozetta und den Camauro aus roter Seide.
Velázquez hat das Bild auf dem Blatt Papier signiert, das der Papst in der Hand hält. Der Text lautet: Alla santa di Nro Sigre/ Innocencio X e / Per /Diego de Silva / Veláquez dela  Ca/ mera di S. Mte Cattca

## Interpretationen
Das Porträt hebt sich durch die unverblümte Darstellung der physischen und charakterlichen Merkmale des Papstes ab. Zeitgenössische Kritiker und Kunsthistoriker bemerkten die außergewöhnliche Ehrlichkeit, mit der Velázquez Innozenz X. darstellte, ohne seine als „sardonisch“ und „saturnisch“ beschriebenen Züge zu beschönigen.
Lopez-Rey schreibt zu dem Bild, in diesem „wahrhaft hervorragenden Porträt“ scheine sich die Erhabenheit des päpstlichen Amtes auch noch in dem Gesicht zu zeigen und in der energischen Haltung von Innozenz X. auszudrücken. „Ohne Zweifel hat Velázquez mit seinem Bildnis einen Eindruck weltlicher und somit vergänglicher Macht vermittelt.“
Martin Warnke schreibt in seiner Velázquez-Biografie, die betrachterfreundliche Außenwendung entspreche einem Amtsverständnis, das nicht, wie in Raffaels Bildnis Julius II., aus der in der Person gebündelten Energie, sondern aus der Wechselbeziehung zur Außenwelt abgeleitet sei, und er fährt fort, dass sich kaum etwas von dem, was die „Papstgeschichten“ über Innozenz berichteten „mit der Grundaussage des Bildnisses“ übereinbringen lasse. Sie stehe vielmehr einem kirchlichen Reformbestreben nahe, „welches das Glaubensvolk eher durch Überzeugung als durch Dekrete zurückzugewinnen suchte.“

## Rezeption
Das Porträt wurde im Laufe der Jahrhunderte immer wieder als eines der größten Meisterwerke der Bildniskunst gefeiert. Joshua Reynolds nannte das Porträt das „beste Bild in Rom“, der Hippolyte Taine lobte es als „unvergesslich“. Jacob Burckhardt hielt es für das „beste Papstbildnis des Jahrhunderts“ und Carl Justi schreibt in seinem Buch Diego Velazquez und sein Jahrhundert, das Porträt habe ihn so beeindruckte, dass er beschloss, sich der Erforschung der spanischen Kunst zuzuwenden.
Francisco Goya, der nach Gemälden von Velázquez eine Reihe von Radierungen geschaffen hat, hat das Innozenz-Porträt, allerdings in Öl und in dem kleineren Format von 55 × 95 cm, um 1780 kopiert.
Franz von Lenbach hat um 1860 eine Bleistiftzeichnung nach dem Porträt gefertigt. Francis Bacon hat sich zwischen den Jahren 1946 bis 1971 intensiv mit dem Gemälde auseinandergesetzt. Zu den bekanntesten Gemälden der aus 50 Fassungen bestehenden Serie zählen Pope II von 1951 und Studie nach Velázquez’ Porträt von Papst Innozenz X. von 1953.